# Джон Г'юм
Джон Г'юм (англ. John Hume; 18 січня 1937, Деррі — 3 серпня 2020, там само) — північноірландський політик, багатолітній лідер північноірландських лейбористів, посол до Палати общин, депутат Європейського парламенту I, II, III, IV та V каденції. Лауреат Нобелівської премії миру. Президент футбольного клубу Деррі Сіті.

## Життєпис
Мав намір стати католицьким священиком, проте після трьох років навчання покинув богословські студії. Вивчав французьку мову та історію в Національному університеті Ірландії, пізніше продовжував освіту зокрема у Франції, а 1964 року закінчив Коледж святого Патрика у Менуті (St. Patrick's College, Maynooth). Працював учителем у Деррі, де незабаром став одним із організаторів кредитної спілки, першої на терені Північної Ірландії. Невдовзі став президентом місцевого союзу таких фінансових інституцій. Крім того організував на місцевому рівні будівничу спілку житла.
1969 року став незалежним депутатом до парламенту Північної Ірландії. 1971 року став одним із засновників Соціально-демократичної партії праці (SDLP), з 1979 по 2001 рр. очолював її. з 1973 по 1974 рр. брав участь у роботі Асамблеї Північної Ірландії, а 1974 року виконував функції міністра торгівлі в регіональному уряді.
У 1983—2005 роках мав мандат депутата Палати общин (з виборчого округу Foyle). З 1979 по 2004 був послом до європейського парламенту (п'ять каденцій поспіль), де працював головно в Комісії регіональної політики, транспорту та туризму. 2005 року завершив політичну діяльність.
Джон Г'юм брав активну участь у процесі мирного врегулювання конфлікту в Північній Ірландії. У 1990-х роках брав участь у багатосторонніх переговорах за участі головних сторін конфлікту. Разом із Девідом Трімблом отримав за це Нобелівську премію миру 1998 року. Внаслідок опитування Raidió Teilifís Éireann, проведеного 2010 року, його було визнано найвидатнішим ірландцем в історії.